# Дедов, Алексей Мохамадович
Алексей Мохамадович Дедов (род. 14 февраля 1976) — российский оперный певец (бас-баритон), солист Геликон-оперы.

## Биография
Родился в Ленинграде. В юности занимался пауэрлифтингом, кандидат в мастера спорта.
В 2003 году окончил Санкт-Петербургскую государственную академию театрального искусства (курс А. В. Петрова). В годы обучения снимался в кинофильмах и телесериалах, однако впоследствии полностью переключился на работу вокалиста в оперном театре.
С 2003 года — актёр детского музыкального театра «Зазеркалье». В том же году поступил в московский театр «Геликон-Опера». Исполнял ведущие оперные партии: Фигаро (В. А. Моцарт, «Свадьба Фигаро»), Эскамильо (Ж. Бизе, «Кармен»), Голландец (Р. Вагнер, www.nibelungopera.ru — гала-представление, составленное из фрагментов различных опер композитора). Кстати, именно Рихарда Вагнера певец считает наиболее близким себе композитором.
В качестве приглашённого вокалиста выступал на сцене Бергенского театра (Пизарро, Л. Бетховен, «Фиделио»), принимал участие в 32-м и 34-м
Шаляпинских фестивалях. Положительных оценок критики удостоилось исполнение на первом из них партии портового грузчика Крауна в опере «Порги и Бесс» Дж. Гершвина, представленной Татарским театром оперы и балета с участием международного состава вокалистов. В 2017 году дебютировал в Большом театре, исполнив партию Тоцкого в опере М. Вайнберга «Идиот».

## Фильмография
- 2000 — Улицы разбитых фонарей. Менты-3 (серия «Прощай обезьяна, или Призрак опера») — посол Вамбаса-Вамбаса
- 2000—2005 — Чёрный ворон
- 2001 — Гладиатрикс — Вольфстан
- 2001 — Тайны следствия-1 (серия «Женские слёзы») - насильник Зуйко
- 2001 — Убойная сила-2 (серия «След бумеранга») — Ильдар, террорист-беженец
- 2004 — Афромосквич — Анри
- 2004 — Конвой PQ-17
- 2008 — Очень русский детектив — полицейский

* 2005 -- "Моя прекрасная няня" -- Давид